# Muntele Săcelului
Muntele Săcelului – wieś w Rumunii, w okręgu Kluż, w gminie Băișoara. W 2011 roku liczyła 46 mieszkańców.